# Игнат Илиев
Игнат Илиев Талянски български офицер, генерал-майор.

## Биография
Игнат Илиев е роден на 22 януари 1889 г. или през 1890 г. в белоградчишкото село Калугер, днес село Гранитово. През 1908 г. завършва педагогическото училище в Лом. През 1912 г. завършва Военното на Негово Величество училище. Започва да служи в 15-и пехотен ломски полк. След това служи в 24-ти пограничен участък и 3-та пехотна дружина, Поддържа връзки с комунистически дейци по време на Септемврийското въстание. Като военен комендант на Видин през 1925 г. спасява комунисти, които са арестувани.
През 1928 г. е назначен на служба в 1-ви пограничен участък, след което по-късно същата година е назначен за Кърджалийското бюро. Поддържа контакти с дейци на БКП. През 1930 г. е назначен за началник на Видинското военно окръжие, след което от 1932 г. е началник на Първо софийско военно окръжие. На следващата година става командир на Първа интендантска дружина, а по-късно същата година е назначен към щаба на Първа софийска пехотна дивизия. През 1935 г. с Царска заповед № 50 е уволнен от армията заради републикански възгледи и осъден на 10 години затвор. По-късно е амнистиран. Народен представител в XXVI ОНС и VI ВНС През 1944 г. е командир на двадесет и пети пехотен драгомански полк в състава на четиринадесета пехотна вардарска дивизия, като по-късно същата година служи в щаба на същата дивизия. През 1945 г. е уволнен от служба. Умира в София през 1972 г.

## Военни звания
- Подпоручик (22 септември 1912)
- Поручик (14 февруари 1915)
- Капитан (1 август 1917)
- Майор (6 май 1924)
- Подполковник (6 май 1928)
- Полковник (6 май 1935)
- Генерал-майор (3 октомври 1940)